# Gabber (culture)
Pour les articles homonymes, voir Gabber.
Cet article concerne une sous-culture. Pour la musique associée, voir Gabber (musique).

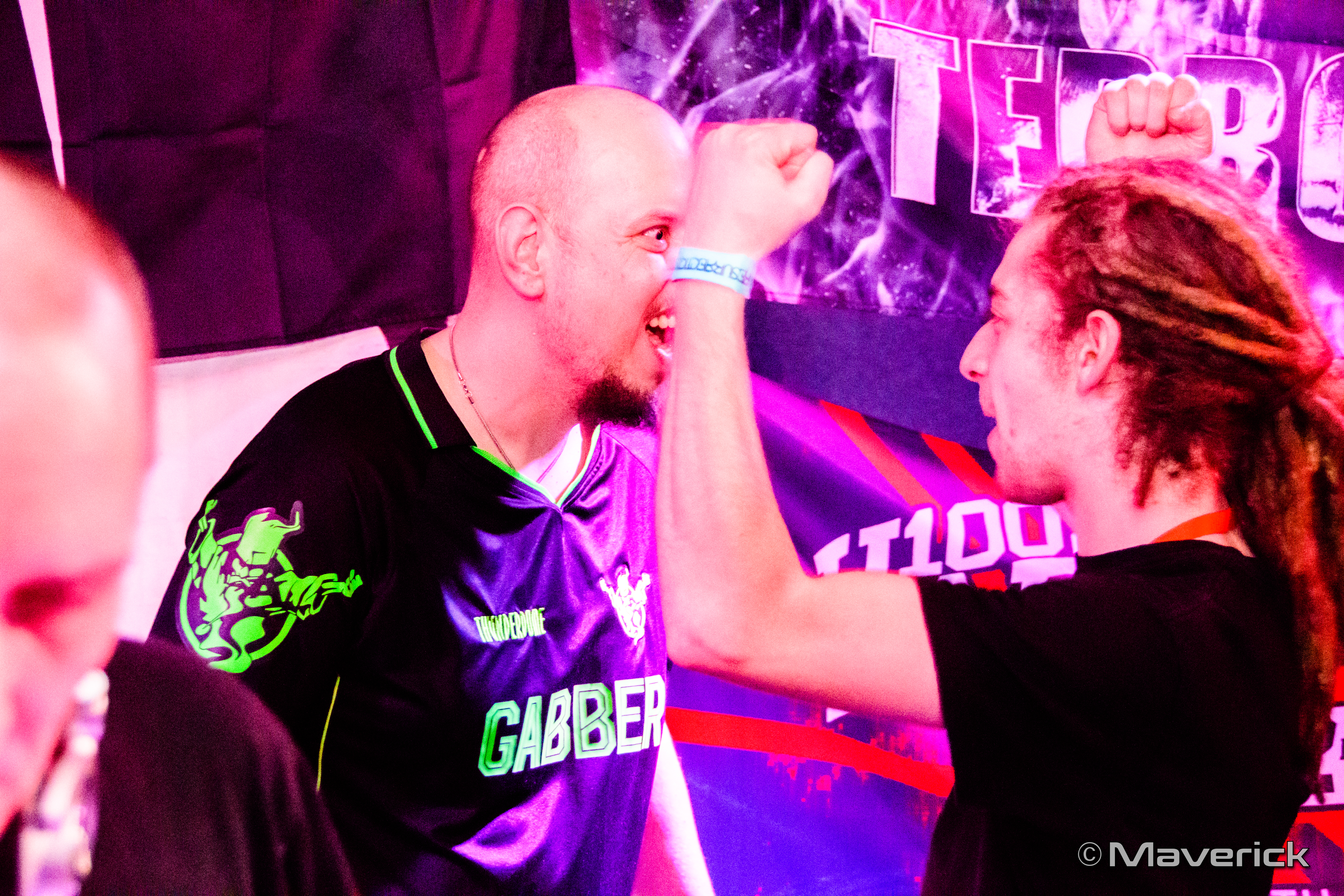
Un gabber en 2017.

La culture gabber est une sous-culture jeune ayant émergé aux Pays-Bas au début des années 1990, et qui s'est étendue sur une partie de l'Europe au cours des années 1990 et 2000. Elle est fortement liée à tout un mode de vie, avec code vestimentaire, lieux de rencontre et musique gabber. Elle est également associée à des représentations négatives, comme l'usage de drogues — pratique avérée voire revendiquée par les gabbers — la violence et le racisme — cas isolés montés en épingle par les autorités —, ces derniers phénomènes contre lesquels les gabbers ont constamment lutté. Quasi disparue dans les années 2010, cette sous-culture a laissé de fortes marques dans la société néerlandaise.

## Vocabulaire

### Étymologie
Le terme de « gabber » (ou plus rarement « gappie ») vient du bargoens, une sorte de cryptolecte en usage aux Pays-Bas au début du XXe siècle, qui emprunte le terme au yiddish : חבר (chavér). « Gabber » signifie « ami », « frère » ou « pote ». Le terme est d'usage courant dans les classes populaires à Amsterdam durant les années 1970 dans le sens de « pote ».
L'usage du terme gabber pour qualifier la sous-culture provient pour sa part d'un programme musical de la chaîne télévisée néerlandaise VPRO. En 1991, le producteur néerlandais de musique house D-Shake diffuse, lors d'une émission intitulée Onrust - Turn Up The Base, un morceau de musique techno expérimentale, et l'identifie en disant « ça, maintenant, c'est du gabber » (en néerlandais : dit is nu gabberhouse).

### Champ sémantique
Le gabber désigne tout d'abord la sous-culture par elle-même. Les jeunes s'identifiant à ce mouvement se désignent d'abord comme « potes » (en néerlandais : gabber). Un gabber (ou une gabberina pour les filles) se revendique donc appartenir à la sous-culture gabber. Par extension, le terme a par la suite désigné la musique gabber, un style musical dérivé de la techno hardcore caractérisé par un tempo rapide dans les années 1990 (160 BPM) allant jusqu'au 220 BPM de maintenant.

## Histoire
Le mouvement gabber émerge à la fin des années 1980 aux Pays-Bas, puis s'amplifie par la suite, devenant un important mouvement underground, au début des années 1990, qui finit par ne plus rester underground et au contraire à devenir un phénomène de masse à la fin des années 1990.
Le début des années 1990 marque une évolution de la musique électronique. L'émergence de la techno hardcore en Belgique et aux États-Unis, qui succède à l'acid, vient exprimer quelque chose de plus dur, l'époque « exprimant un tel besoin », selon DJ Tellurian, et se traduit aux Pays-Bas. Une identité se forge alors sur des valeurs liées à la relégation sociale des couches populaires de la société, dans les zones industrielles et les banlieues néerlandaises, sorte de « white trash à l'européenne ». Autour de cette colère sociale et de la musique gabber qui émerge à cette époque dans le pays, et qui finira par prendre le même nom, une sous-culture se forme. Elle se structure véritablement en 1992, à la même date que le tout premier événement de Thunderdome intitulé The Final Exam. Aux alentours des années 1995-1997, le mouvement se divise en deux, marquant ainsi la scission de la scène hardcore en deux styles musicaux distincts : le hardcore et le happy hardcore. La culture gabber souffre de représentations sociales et politique négatives, aussi bien aux Pays-Bas que dans les pays frontaliers, à cause des amalgames qu'engendrent la présence de minorités néonazies qui clament être gabbers ou de sa proximité avec le hooliganisme néerlandais. À la suite de plusieurs incidents, bagarres, trafic de drogue et propos racistes de quelques artistes, la scène gabber tout entière devient stigmatisée et s'essouffle à la fin de la décennie. Certains organisateurs de festivals comme ID&T se voient contraints d'annuler leurs soirées sous peine de poursuites en justice. De plus, le mouvement est également ringardisé par les productions trop commerciales du happy hardcore, qui constitue une « vache à lait » pour les producteurs de gabber, qui ne regardent pas forcément la qualité des CD qu'ils commercialisent alors.
Le mouvement s'essouffle en 1999-2000. Les sociétés organisatrices d'événements comme ID&T ou Q-dance baissent fortement la fréquence de leurs festivals, et les marqueurs identitaires sont de moins en moins voyants. Notamment, les Aussies et Cavellos disparaissent pratiquement des rues néerlandaises. La discréditation de la scène gabber par ses liens réels avec la drogue et la violence ou l'organisation de soirées gabbers pour enfants ont eu raison de cette génération gabber.
Le mouvement connaît une résurgence au milieu des années 2000. La distinction est généralement faite entre la première vague et la deuxième vague ou génération gabber. Quoique gardant l'appellation de gabber, les changements sont sensibles sur pratiquement tous les aspects de la culture. Là où les anciens gabbers écoutaient un son dès lors qualifié de early hardcore, portaient des survêtements et des baskets et revendiquaient une ambiance festive traduite par la montée du happy hardcore, les gabbers « deuxième vague » écoutent un gabber mainstream hardcore, portent des pulls Lonsdale, Pit Bull, Hooligan Streetwear, Fred Perry ou Ben Sherman et portent des rangers Dr. Martens, et plongent leurs idées dans une représentation plus sombre et underground de la société. Cette résurgence a lieu aux Pays-Bas, mais cette fois-ci un fort foyer secondaire se dégage en Italie, avec de grands événements comme « Hardcore Nation » qui rassemblent plus de 10 000 gabbers à Milan en 2002 ; cette scène est toujours vivace une décennie plus tard.
Depuis la deuxième vague gabber, le mouvement culturel associé demeure underground. En effet, l'engouement populaire n'est plus le même, la portion commerciale « mainstream » qu'ont constitué le happy gabber et les morceaux d'eurodance aux sonorités proches n'existe plus lors de cette deuxième vague. La culture gabber est en effet passée au second plan, derrière la culture musicale de l'EDM ; certains voient d'ailleurs dans les marqueurs identitaires de la scène EDM des années 2010 la continuation de certaines pratiques de la scène gabber.
Ces années 2010 voient l'influence de la culture gabber s'incruster dans différents pans de la création et de la culture. Au sein du hip-hop néerlandais, le thème du gabber apparaît parfois, comme le titre Thunder de The Opposites et Yellow Claw en 2013 (avec un certain désaveu de la scène gabber d'alors), puis Me Gabber de JeBroer, membre du collectif Nouveau Riche, en 2016.
Un film-documentaire intitulé Hardcore Never Dies, retraçant la culture gabber des années 1990, sort le 9 novembre 2023 sur Amazon Prime,. Réalisé par le producteur et DJ néerlandais Jim Taihuttu, le film est récompensé d'un Gouden Film.

## Représentations

### Origines

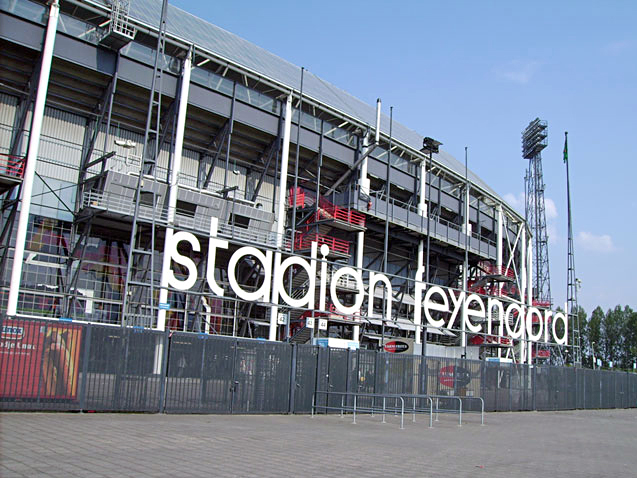
De Kuip, stade du Feyenoord, haut lieu de la culture gabber rotterdamoise.

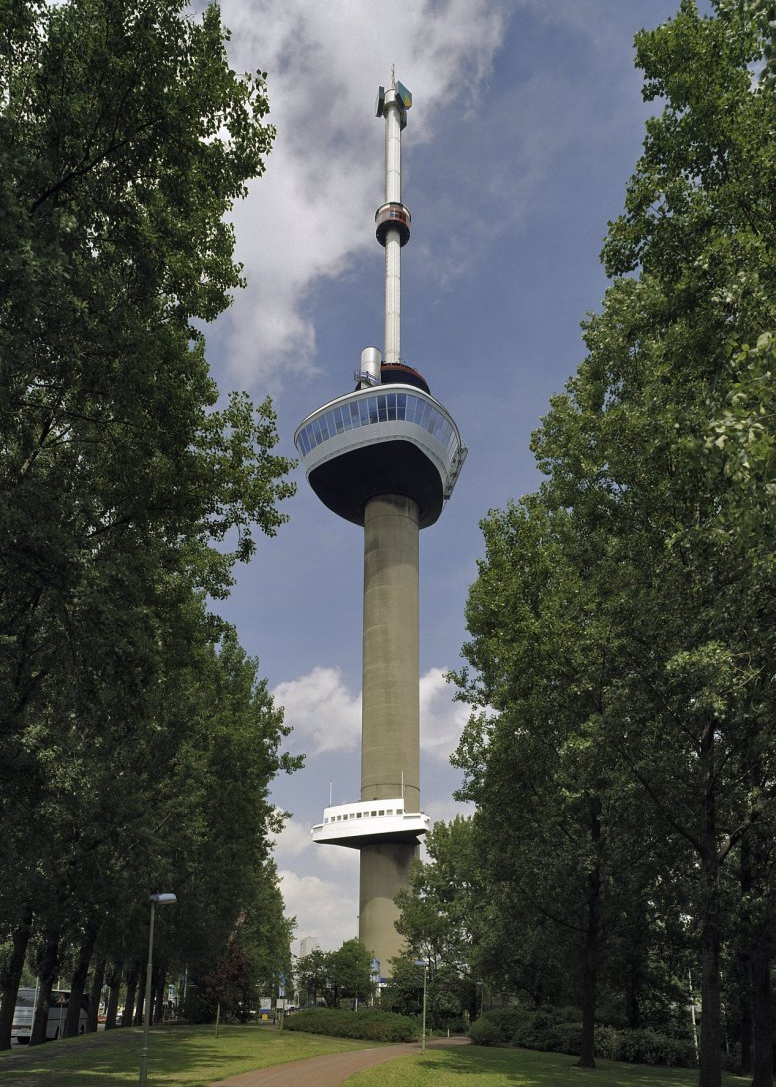
La tour Euromast.

Les éléments identitaires de la culture gabber sont multiples. Si elles relèvent généralement de la pop culture voire prolétaire, la ville de Rotterdam étant encore dans les années 1980 une ville industrielle,, on y trouve en particulier des apports du hooliganisme anglais, importé dans les stades néerlandais à la fin des années 1980. La scène gabber s'est structurée notamment autour de l'opposition identitaire entre Amsterdam et Rotterdam. Les disc jockeys à l'origine du style gabber sont en opposition avec la house d'Amsterdam, jugée trop molle, trop commerciale. Dans une ambiance festive et populaire, les vinyles d'Euromasters, avec des titres aussi évocateurs de cette opposition que « Amsterdam, waar lech dat dan? / Rotterdam éch wel » en français : « Amsterdam, putain c'est où ça ? / Rotterdam, c'est cool » ; cette opposition est également celle de deux clubs de football, le club rotterdamois de Feyenoord, auquel Euromasters est très attaché, et le club amstellodamois de l'Ajax Amsterdam ; ces influences prolétaires et footballistiques marquent originellement l'identité du mouvement. Le vinyle d'Euromasters, cité plus haut, est devenu un hymne du club de Rotterdam.
Progressivement, d'autres villes viennent marquer la culture gabber. C'est notamment le cas de La Haye, dont l'appellation argotique Hake va donner le nom de la danse des gabbers, le hakken, et le cri de ralliement des gabbers, Hakkûh, poussé tout d'abord par The Dark Raver.

### Définition identitaire

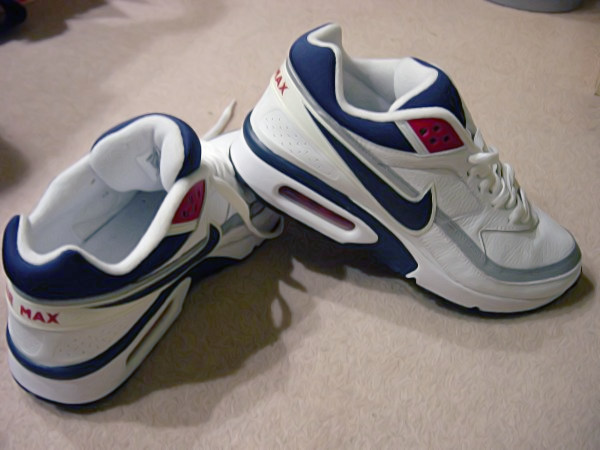
Paire de Nike Air Max, pièce essentielle de la panoplie du parfait gabber.

Un gabber est la plupart du temps identifié par les médias d'après certains traits identitaires. Certains d'entre eux sont caricaturaux. Dans la pratique, le gabber participe aux festivals de musique techno hardcore, ou plus spécifiquement aux événements (events) comme notamment Thunderdome, Sensation, Earthquake et Mystery Land. Il y danse le hakken, un style de danse syncopé et rapide permettant de suivre le rythme de la musique. Cette danse, martelant des pas très rapides et des mouvements de bras complexes, s'accompagne d'expressions faciales quasi hystériques. Il semble que cette caractéristique des danseurs, soit liée à leur consommation de drogues, leur mâchoire se trouvant tétanisée par l'emprise amphétaminique.
Il porte une tenue conforme au code vestimentaire gabber, à savoir : des vêtements de sport incluant survêtements, de marque Australian (appelés « Aussie ») ou Cavello, un bomber et des lunettes rondes. Pour la danse, les baskets Nike Air Max étaient privilégiées,, les lacets étant passés d'une manière sophistiquée en leur intérieur. Les hommes ont un crâne rasé ou coupé très court en hiver, les femmes portent les cheveux tirés vers l'arrière dans une queue-de-cheval ; certains (homme ou femme) se rasent le front pour porter le front haut,. Durant les soirées, les hommes sont souvent torse nu, et certaines femmes portent des brassières de sport, voire des tenues plus légères. Les gabbers se saluent en usant du « gabbergroet », trois baisers sur la joue pour les filles, un enchaînement de poignées de main pour les garçons. Dans la société néerlandaise, ce style vestimentaire est un stéréotype de la sous-culture gabber. Les tatouages sont également fréquents chez les gabbers, en particulier le tatouage du « Wizard » de Thunderdome, qui donnait un accès gratuit aux événements de la franchise.
Le style de la première vague est resté assez insensible aux évolutions de la mode ; mais si, pendant la première vague de la culture gabber, on avait peu de chance de croiser des fashionistas lors des events, la démocratisation et la féminisation de la scène gabber lors de la deuxième vague a fait accéder aux événements une population n'ayant pas ce code vestimentaire. Les gabbers ont cœur à dire qu'« être gabber, c'est dans la tête et dans le cœur, pas dans la façon de s'exposer au monde », et que la mode vestimentaire ne les touche pas. Par contre, le rôle des événements et festivals de musique est important, et lors de ces soirées, le port de la tenue gabber est très fréquent, de l'ordre de 80 % des personnes présentes. Look et soirées sont effectivement de forts marqueurs identitaires de cette sous-culture. Néanmoins, on attribue à la deuxième vague gabber d'autres marqueurs identitaires ; on trouve donc dans les festivals gabbers postérieurs à 2002 des personnes ayant les deux styles gabbers, première vague et deuxième vague.
Les gabbers se rencontrent donc lors des soirées, mais apparemment peu en dehors de ces rassemblements festifs. La vie sociale de la deuxième génération gabber (celle des années 2000) se fait sur les réseaux sociaux, notamment Partyflock. Certains lieux demeurent particulièrement liés à la culture gabber, comme les salles qui ont accueilli les events les plus populaires — Energiehal et Rotterdam Ahoy, Jaarbeurs Utrecht, RAI Amsterdam — ou certaines grandes friches industrielles, comme le NDSM, ou encore les parkings de supermarché, lieu des after parties…
En opposition avec d'autres scènes, hip-hop, rock, la scène gabber a la réputation de réserver une place très égalitaire entre gabbers, hommes ou femmes, dans une atmosphère sans sexualité exacerbée, mais laissant la place aux autres émotions, romantisme, révolte, espoir.

### Société et politique

#### Pays-Bas

Animation illustrant un gabber dansant le hakken.

Le mouvement gabber a connu un réel engouement, car les jeunes Néerlandais étaient très nombreux à s'identifier comme gabbers. Dès le collège, toute la classe pouvait se dire gabber. L'identité était suffisamment forte pour que les gabbers identifient négativement les personnes hors du mouvement, les qualifiant de « zwabber » en français : « serpillère ». À l'inverse, les gabbers étaient qualifiés de « Sjonnies en Anitas » (en référence à « Sjonnie en Anita », un groupe néerlandais au look ringard), pointant l'uniformisation des personnalités et apparences des gabbers, mais cette dévalorisation est tombée en désuétude en même temps que le mouvement s'est essoufflé. Les valeurs portées par le mouvement sont tout d'abord celle de la musique, de la fête, du partage, de la camaraderie et du groupe, selon les gabbers. Même si l'usage de drogues n'est pas nié (speed, extasy, GHB) et fait même souvent partie de l'affirmation identitaire des gabbers, il n'y a pas là raison d'être exclusive pour eux. Le groupe sert ici à oublier soucis et tracas de la vie quotidienne, dans une modalité classique d'une culture jeune se construisant également en opposition avec le modèle parental ou l'institution scolaire.
Le mouvement a souvent été dévalorisé par les médias, qui ont stigmatisé des dérives fascisantes d'éléments marginaux du mouvement. Ceci va à contre-courant de l'image véhiculée par l'intitulé même du mouvement qui signifie « ami » ou « pote ». Les artistes du mouvement gabber sont de toutes origines et jouent une musique extrêmement métissée, prenant ses racines entre autres dans le rap (en témoignent également les nombreux samples rap et hip-hop intégrés dans les pistes de gabber), mais les labels eux-mêmes ont dû justifier de leur intégrité, matraquant les messages de tolérance, comme le « United gabbers against racism & fascism » en français : « gabbers unis contre le racisme et le fascisme », mot d'ordre de labels comme Mokum Records — on trouve le logo typique portant ce message sur des flyers dès 1994 — ou les nombreuses démarches entreprises par ID&T pour éradiquer tout message politique de ses soirées, destinées uniquement aux « party people ». L'extrême droite néerlandaise et flamande (dont le Vlaams Blok et leurs journaux comme Radikal hebdo[réf. à confirmer]) ont parfois tenté de politiser le mouvement, mais l'impact en est resté limité, ne touchant que l'aile droite du mouvement, et bon nombre de gabbers arboraient des messages libertaires ou antifascistes, notamment les membres de l'aile gauche du mouvement. Néanmoins il y eut quelques événements où l'on rendit hommage au régime Communiste (URSS), des artistes tels que dj X-ess (Boris Valeo) l'exprima dans son intro dans deux albums de Thunderdome (Mysteryland en Global hardcore Nation) où l'hymne de l'URSS est clairement un hommage. D'autres festivals tels que Innercity font un festival Moskou (2002) en hommage aux soviets[réf. nécessaire].

#### Hors des frontières néerlandaises
Le mouvement, quoique très marqué par son origine néerlandaise, a essaimé en Europe, et sa survie jusque dans les années 2010 en fait un véritable mouvement européen, voire au-delà, les scènes japonaise, américaine et australienne ayant également une bonne popularité. En France, la réception du mouvement gabber a été associée à l'extrême droite. Toutefois, une fois les apparences franchies, les gabbers, qu'ils soient français, belges ou néerlandais, sont identifiés comme étant unis par leur soif de faire la fête et d'écouter la musique qu'ils aiment, « de la violence industrielle plaquée sur une éthique hippie » selon la formule d'Ariel Wizman. Le reste — politique, racisme, etc. — leur importe peu, et les attitudes de bagarreurs et de fascistes qui leur sont associées ne seraient que la réaction aux préjugés dont ils font l'objet,. Ils n'ont d'intérêt que pour la musique, et les gabbers — néerlandophones du moins — ont pour mot d'ordre : « uit je dak gaan », « devenir dingue » (équivalent du « going crazy » anglais).
La connexion entre gabber et football semble toutefois être restée aux Pays-Bas, où pratiquement tous les clubs important ont des chants de supporters et des entrées de joueurs se faisant sur les thèmes hardcore. Néanmoins, en Italie, il semble qu'il y ait une faible assimilation des thèmes pour le club de Brescia Calcio, dont les tifosi vont parfois faire la fête lors de soirées gabbers au club Florida.

#### Racisme

Logo apposé sur certaines compilations gabbers, unis contre le racisme et le fascisme.

Afin de bien faire le distinguo entre les gabbers non politisés et l'aile d'extrême droite, les termes de « Lonsdalers » (aux Pays-Bas), ou de « gabberskin » (en France), sont utilisés et médiatisés notamment lors de l'assassinat de Theo van Gogh pour les premiers, et au travers d'affaires de tracts anti-halal dans le nord-est de la France en 2011 pour les seconds. Selon un rapport de la fondation Anne-Frank et le sociologue français Stéphane François, on peut considérer que seulement 5 % des gabbers sont sensibles aux thèses de la mouvance politique d'extrême droite ou y sont directement impliqués,.
Si certaines sources arrivent à établir la distinction entre la masse non politisée des gabbers et la minorité aux sensibilités d'extrême droite qui en fait partie, la confusion perdure. Là où l'association néerlandaise « Antifaschsite Aktie » établit, en posant la question « les gabbers sont-ils des nazis ou de jeunes fêtards ? » que tout gabber n'est pas un extrémiste, simplement parce qu'il porte un polo Lonsdale, d'autres, dans un mélange tentant d'assimiler gabbers et skinheads — mouvement parallèle n'ayant de point commun que certains éléments de look — ont tendance à systématiser la stigmatisation des gabbers,.

#### Drogues
La toxicomanie et la consommation de drogues par les gabbers a été à l'origine de drames, notamment la mort de jeunes à la suite d'overdoses. C'est par exemple ce qui s'est passé en 2003 au Peppermill à Heerlen, lorsqu'une jeune fille de quinze ans est morte pendant l'événement « Megarave 2003 ». Le maire de l'époque avait alors décidé d'interdire tout événement hardcore ou gabber sur le territoire de sa commune, car selon lui « il est établi que les événements liés à la scène hardcore sont inextricablement liés à la consommation d'ecstasy. » Cette décision est cassée par le Conseil d'État des Pays-Bas en 2006, mais tout en maintenant dans les attendus de l'arrêt ce lien comme motivation justifiée de la décision initiale de la mairie.
L'usage de drogues, combiné avec les amalgames faits entre scène gabber et extrême droite, ont pour beaucoup terni l'image des gabbers. Avec du recul toutefois, prenant en compte qu'il s'agit d'un contexte de culture jeune, il ne semble pas qu'il y ait de lien entre cet usage « expérimental » (éventuellement associé à des discours radicaux sur les réseaux sociaux) et une désocialisation ou une marginalisation à l'âge adulte, donnant raison à l'adage selon lequel « il faut que jeunesse se fasse ».

## Parodies
Le mouvement a été le sujet de maintes parodies à partir de 1996, qui vont progressivement renvoyer le gabber là d'où il venait, c'est-à-dire une scène underground.
En particulier, le chanteur néerlandais Bob Fosko a souvent pris pour sujet les gabbers dans ses parodies. Invité par le directeur des programmes de la VPRO, Benjamin Landshoff, il réalise d'abord des sketches dans le programme pour enfants Erwassus (nl) de la VPRO, comme De nieuwe Aussie van de Gabber (le nouvel Australian du gabber, parodie du conte Les Habits neufs de l'empereur, (en néerlandais : Die nieuwe klere van de keizer)), avec le comédien Ruben van der Meer, ou encore De gabbervanger van Mokum (le chasseur de gabbers d'Amsterdam, « Mokum » désignant la capitale néerlandaise en bargoens, mais également clin d'œil à Mokum Records), d'après le conte Le Joueur de flûte de Hamelin (en néerlandais : De rattenvanger van Hamelen). Ces collaborations débouchent sur la fondation de son vrai-faux groupe Hakkûhbar, qui connaîtra plusieurs succès, entre autres sa chanson Daar is gabbertje (Voici petit gabber), parodiant Daar komt Swiebertje (Voilà Swiebertje), générique de la série télévisée néerlandaise des années 1970 Swiebertje, dont le personnage principal incarne l'indiscipline et l'imbécillité. Les textes d'Hakkûhbar, caricaturant l'uniformité des gabbers et leur usage de drogues ont contribué à discréditer le mouvement, tout en leur attirant les foudres de Paul Elstak. Bob Fosko ne se dit pas innocent, mais ne s'attendait pas à cet effet dévastateur sur la culture gabber ; il déclare « nous n'étions vraiment pas là pour casser la baraque de la culture gabber ».
D'autres artistes ont également plus ou moins innocemment discrédité les gabbers, comme Gabber Piet et son Hakke & Zage et De Mosselman avec son titre Mossels. La musique gabber en elle-même a également été parodiée, comme par Michael's Beatbox, qui atteint les sommets du hit-parade flamand durant les fêtes de fin d'année 1998 avec son Kwakhak, remix de la comptine flamande Alle eendjes zwemmen in het water en français : « Tous les canetons nagent dans l'eau », qui devient en deux semaines disque de platine. De nombreuses productions de happy gabber, regroupées au sein de compilations, vont connaître un grand succès aux classements musicaux néerlandais comme le Nederlandse Top 40, mais vont également tuer la popularité de la culture gabber en la ringardisant totalement. Citons :
| Titre                   | Année de sortie | Type        | Meilleure place | Classement              | Date               | Réf    |
| ----------------------- | --------------- | ----------- | --------------- | ----------------------- | ------------------ | ------ |
| Hakke & Zage for kids   | 1997            | Compilation | 15              | 26 juillet 1997         | Compilation Top 30 | [ 48 ] |
| Happy Hakkûh presents   | 1997            | Compilation | 1               | 12 juillet 1997         | Compilation Top 30 | [ 49 ] |
| Happy Hakkûh 2 presents | 1997            | Compilation | 3               | 25 octobre 1997         | Compilation Top 30 | [ 50 ] |
| Happy Hakkûh 3 presents | 1998            | Compilation | 8               | 24 avril 1998           | Compilation Top 30 | [ 51 ] |
| Hakkûh & Flippûh        | 1997            | Compilation | 1               | 29 mars 1997 5 semaines | Compilation Top 30 | [ 52 ] |
| Hakkûh & Flippûh 2      | 1997            | Compilation | 1               | 10 mai 1997             | Compilation Top 30 | [ 53 ] |
| Hakkûh & Flippûh 3      | 1997            | Compilation | 3               | 21 juin 1997            | Compilation Top 30 | [ 54 ] |
| Hakkûh & Flippûh 4      | 1997            | Compilation | 6               | 13 septembre 1997       | Compilation Top 30 | [ 55 ] |

La caricature du gabber a également été utilisée pour des publicités ; Duyvis (en) et Kit Kat ont ainsi réalisé des spots publicitaires mettant en scène de jeunes gabbers bêtes, indisciplinés voire violents,. Ces parodies ont signifié la mise à mort de la culture gabber, ressentie comme stigmatisée par les gabbers dès 1997.

## Dans la culture
Au cours des années 2010, la culture gabber commence à être un sujet d'étude, à la fois pour les artistes et pour les universitaires.

### Sujet d'inspiration
Pour les premiers, citons d'une part l'exposition parisienne « Gabber Expo », organisée au mois de mai 2014, manifestation couplée avec un concert de DJ Rob,. Toujours dans le cadre de cette exposition, on pourra citer la sentence d'un de ses visiteurs s'exprimant sur Le Mouv', ironisant sur « l'esthétisation du côté super-plouc inhérent à cette culture », rappelant l'origine populaire voire prolétaire du mouvement. Après l'expo parisienne, le gabber fait parler de lui en juin 2014 à Vienne en Autriche, où les artistes néerlandaises Ari Versluis et Ellie Uyttenbroek exposent à la galerie « Schleifmühlgasse 12-14 » leurs travaux photographiques, témoignages de vingt ans de sous-cultures, initiés au sein de la culture gabber.
D'autre part, la mode a, au milieu des années 2010, repris le thème du gabber dans ses créations. D'abord, le styliste néerlandais Tom Nijhuis, qui s'est inspiré de la mode vestimentaire gabber pour l'une de ses collections, baptisée « /1995 »,,. Puis c'est au tour de la Maison Martin Margiela de sortir une collection sur ce thème, présentée au cours de la « Gabber Expo » parisienne de mai 2014 ; la presse spécialisée identifie également cette source d'inspiration au sein des défilés de la marque de prêt-à-porter Celine et du créateur Paco Rabanne.
Pour les artistes graphistes, citons le néerlandais Tim Enthoven dont l'une des poupées mécaniques inspirées par les karakuris japonais, commandées par Philips, représente un gabber se gavant de pilules d'ecstasy tout en hakkant. On peut également citer Boris Postma, artiste ayant baigné dans sa jeunesse dans la culture gabber, dont une série d'œuvres photographiques crée des super-héros issus de cette culture.
Du côté des arts du spectacle, l'école de danse contemporaine de Montréal propose une chorégraphie des quinze étudiants en dernière année montés par le collectif (LA)HORDE, intitulée Avant les gens mouraient, qui réinterprète les gestes du hakken et des danses du jumpstyle et du hardstyle. Sa création a eu lieu en 2014, et la chorégraphie est présentée les 8 et 9 mai 2015 à la Maison des pratiques artistiques amateurs de la Ville de Paris. En mai 2016, le court métrage Gabber Lover, d'Anna Cazenave-Cambet, présenté par la Cinéfondation au festival de Cannes, reçoit la Queer Palm pour sa thématique LGBT, sur fond de culture gabber.

### Sujet d'étude
Pour la partie universitaire, citons la place prise par la culture gabber au sein de l'étude de Peter Selten, de l'université d'Utrecht, au sein de la suite de cultures jeunes ayant eu cours aux Pays-Bas et ailleurs. Il rapproche notamment les gabbers, comme d'autres l'ont fait avant lui, des nozems, première culture jeune néerlandaise, apparue au milieu des années 1950.

### Vidéographie
- [vidéo] (nl) Gabbers!, de Win  van der Aar, de Hazazah Pictures, VPRO, coll. « 3DOC » [présentation en ligne]. Diffusé le 7 décembre 2013 sur Nederland 3.
- [vidéo] (nl) Hard voor de Hal, de René  van Zundert, 2011, 25 min [présentation en ligne]. Sous-titres en anglais.